# Улиткино (Московская область)
Ули́ткино — деревня в городском округе Лосино-Петровский Московской области.
В деревне располагаются: средняя школа-интернат МИД РФ, загородный отель «Усадьба Улиткино».

## Население
| 1852 | 1859 | 1869 | 1886 | 1899 | 1926 | 2002 |
| ---- | ---- | ---- | ---- | ---- | ---- | ---- |
| 155  | ↘135 | ↘100 | ↘70  | ↘37  | ↗322 | ↘245 |
| 2006 | 2010 |      |      |      |      |      |
| ↗258 | ↘213 |      |      |      |      |      |

## География

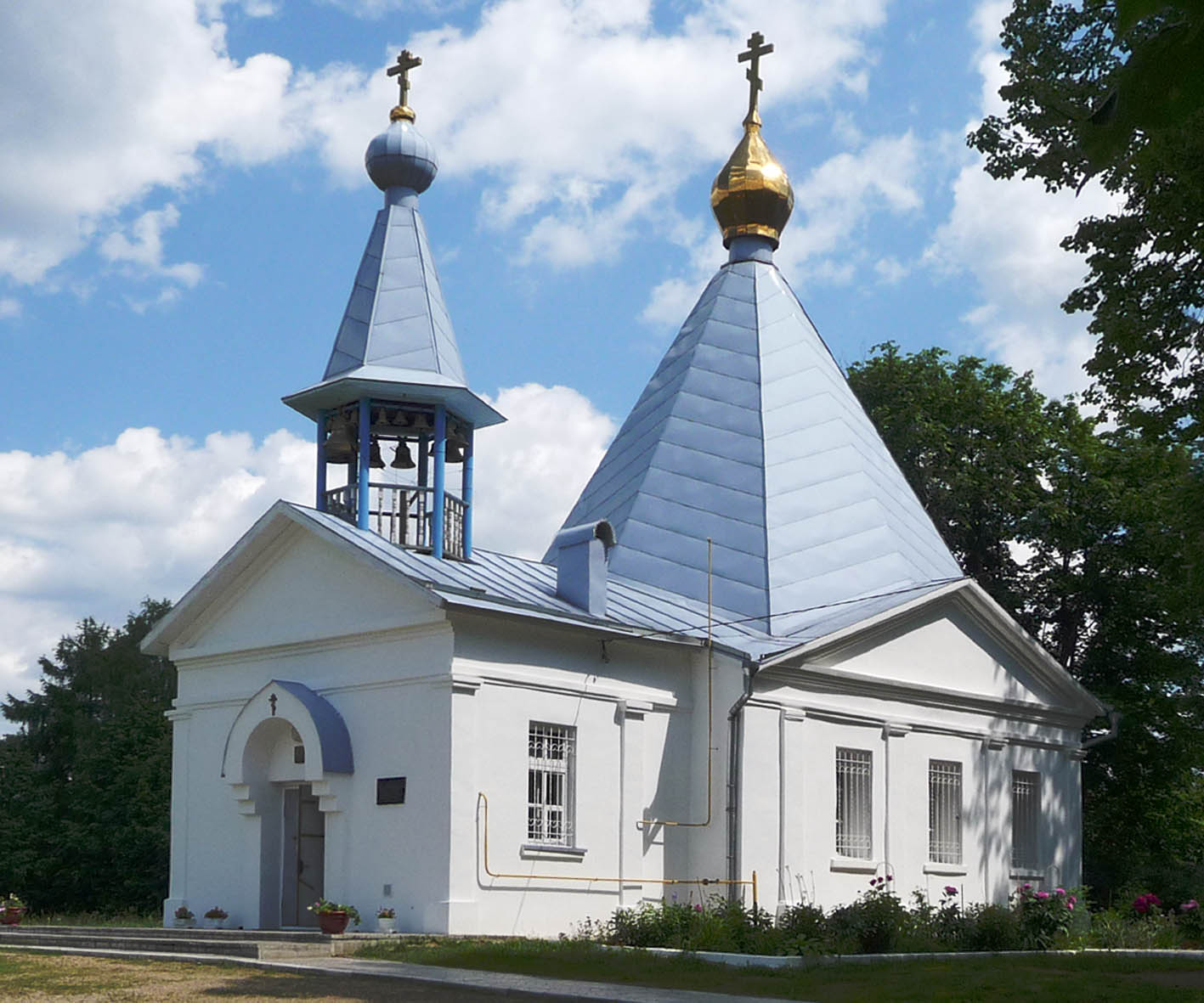
Церковь Святой Магдалины в Улиткино (1748)

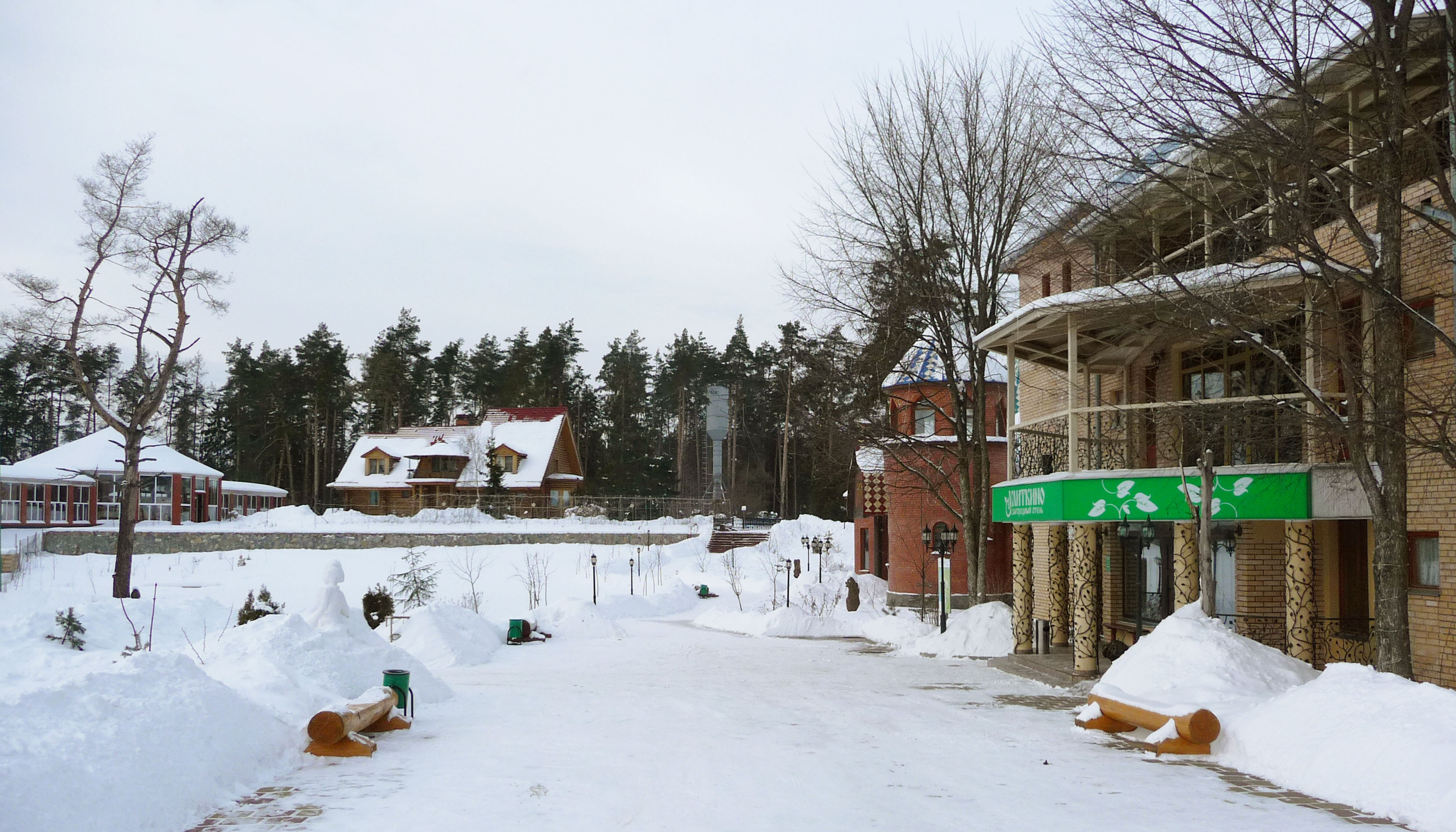
Загородный отель «Улиткино»

Улиткино находится на северо-востоко-восток от Москвы на расстоянии 37 км от центра (25 км от МКАД), в 8 км на северо-запад от административного центра — Лосино-Петровский и 0,5 км от Щёлковского шоссе А103. Расположено на левом берегу реки Любосеевки (притока Вори). В деревне имеется пруд, питаемый притоком Любосеевки — речкой Камшиловкой (Камшилихой, Калитвенкой), начинающейся у села Трубино и протекающей через деревню Камшиловка и ручьём, текущим от деревни Топорково. Из пруда вода поступает в Любосеевку.
Ближайший населённый пункт — деревня Райки.
В деревне расположены улицы 41-й км Щёлковского шоссе, Заречная, Нагорная, Центральная и Школа-Интернат; приписаны пять садоводческих товариществ (СНТ) и одно дачное (ДНТ).

## Транспорт
До Улиткино можно добраться на одном из автобусов, следующих от Московского автовокзала (метро «Щёлковская») в сторону Черноголовки через Чкаловскую, выйдя на остановке «Райки» и пройдя около 10 минут пешком.

## История
Впервые Улиткино упоминается в писцовых книгах 1623 года как пустошь Улиткино. В это время им владели представители дворянского рода Вельяминовых. В 1646 году в сельце Улиткино было 3 двора крестьянских и бобыльских с пятью жителями. В 1678 году в Улиткино 4 двора крестьянских с 15 жителями и ещё с 15 жителями два двора вотчинников и один скотный.
С 1745 года Улиткино владела княжна Мария Дмитриевна Кантемир (1700—1754) — дочь молдавского господаря, князя Дмитрия Константиновича Кантемира, сестра известного русского поэта Антиоха Кантемира, любовница императора Петра Великого.
Во второй половине XVIII века в селе было 12 крестьянских домов, господский дом и небольшая шёлковая фабрика. После освящения церкви во имя Марии Магдалины село часто называлось Марьино.

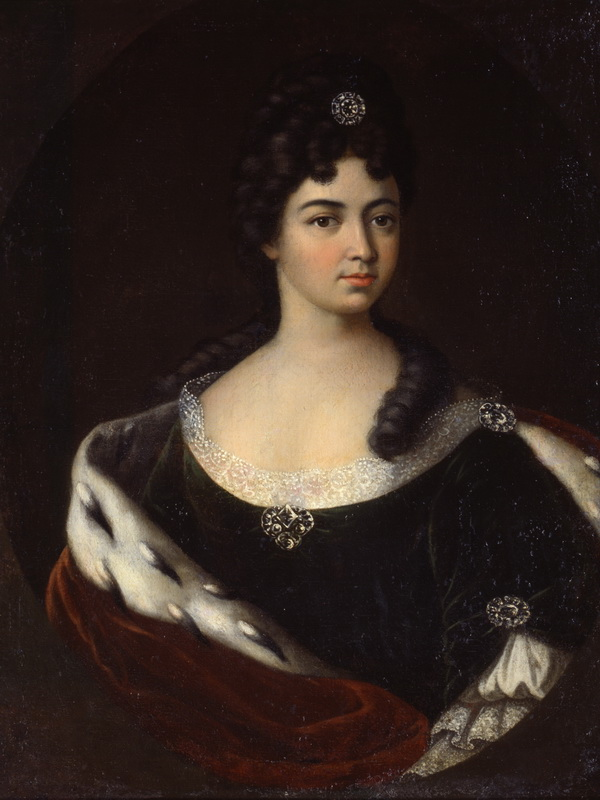
Мария Кантемир(?), владевшая селом в 1745—1754-х годах и построившая в нём церковь во имя Марии Магдалины

В середине XIX века село Марьино (Улитино) относилось ко 2-му стану Богородского уезда Московской губернии и принадлежало разночинцам. В селе было 20 дворов, крестьян 75 душ мужского пола и 80 душ женского.
В «Списке населённых мест» 1862 года Улиткино (Марьино) — владельческое село 2-го стана Богородского уезда Московской губернии по левую сторону Стромынского тракта (из Москвы в Киржач), в 23 верстах от уездного города и 3 верстах от становой квартиры, при реке Любосеевке, с 20 дворами, 135 жителями (66 мужчин, 69 женщин), церковью и фабрикой.
По данным на 1869 год Марьино (Улиткино) — село Гребеневской волости 3-го стана Богородского уезда с 24 дворами, 22 деревянными домами, лавкой и питейным домом и 100 жителями (43 мужчины, 57 женщин), из них 15 грамотных мужчин и 12 женщин. Имелось 3 лошади и 2 единицы рогатого скота, земли было 139 десятин, в том числе 158 десятин пахотной (?).
Показана церковь св. Марии Магдалины с приделами Всех Скорбящих и св. Николая.
В 1886 году — 14 дворов, 70 жителей, церковь и 3 лавки.
В 1913 году — 20 дворов и земское училище.
По материалам Всесоюзной переписи населения 1926 года — село Улиткино, центр Улиткинского сельсовета Щёлковской волости Московского уезда в 3,5 км от Анискинского шоссе и в 11,5 км от станции Щёлково Северной железной дороги, проживало 322 жителя (147 мужчин, 175 женщин), насчитывалось 65 хозяйств (62 крестьянских), имелась школа 1-й ступени.
В 1994—2006 годах деревня относилась к Анискинскому сельскому округу.
В 2006—2018 годах деревня входила в состав сельского поселения Анискинское.
C 23 мая 2018 года деревня Улиткино входит в состав городского округа Лосино-Петровский Московской области.

## Церковь Марии Магдалины
В деревне расположена церковь, посвящённая святой равноапостольной мироносице Марии Магдалине. Церковь была построена в 1746—1748 годах на средства княжны Марии Кантемир. До освящения храма в 1748 году, Улиткино относилось к приходу находящегося на расстоянии 4 км Гребнево.
Церковь Марии Магдалины имеет вид четверика с одной апсидой под высоким купольным сводом. В 1835—1842 годах к храму была пристроена трапезная с приделами в честь иконы «Всех скорбящих Радость» и во имя святителя Николая и колокольня. По народному преданию Мария Кантемир похоронена под церковью Марии Магдалины на глубине 5 м.
В 1935 году церковь была закрыта, в 1960-х годах трапезная и колокольня были снесены, от XVIII века остался только четверик, лишённый светового барабана и апсиды. В стенах церкви были клуб и кинотеатр, а в потом годы она была превращена в магазин. В 1996 году храм был возвращён верующим. При ремонте первоначальный облик восстановлен не был.
Церковь Марии Магдалины относится к Щёлковскому благочинническому округу Московской епархии РПЦ.

## Священномученик Василий Сунгуров
C Улиткино связана почти вся жизнь иерея Василия Сунгурова (1876—1937). Отец Василий был длительное время, вплоть до закрытия в 1934 году, настоятелем храма Марии Магдалины. 28 августа 1937 года Василия Сунгурова арестовали и приговорили к расстрелу. Приговор был приведён в исполнение 20 сентября 1937 года в Бутовском полигоне. 20 апреля 2005 года Архиерейским собором РПЦ священномученик Василий был причислен к лику святых новомучеников и исповедников Российских. День празднования — 20 сентября.
Василий Сунгуров включён в Собор Щёлковских новомучеников, а также причислен к Собору Бутовских новомучеников.